# Enkenhofen
Enkenhofen ist ein Teilort von Christazhofen, einem Ortsteil der Gemeinde Argenbühl im baden-württembergischen Allgäu Landkreis Ravensburg.
Bereits im Jahre 843 wurde Enkenhofen als „Enenhovun“ erwähnt.

## Geografie
Das Pfarrdorf liegt knapp 10 km südlich von Leutkirch im Allgäu. Am Südostrand fließt der Tobelbach, ein Zufluss der Unteren Argen. Er entwässert den nahegelegenen Badsee. 50 m weiter verläuft parallel dazu die Landesstraße 320.
Zu Enkenhofen gehören auch die Wohnplätze Burgstall, Grütt, Seehalden, Gaisau, Neideck und Tobelmühle.

## Söhne und Töchter
- Basilius Sinner (1718–1777), Abt im Kloster St. Georg in Isny[2]
- Basilius Sinner (1745–1827), Benediktiner und Erfinder